# Villes-sur-Auzon
Villes-sur-Auzon is een gemeente in het Franse departement Vaucluse (regio Provence-Alpes-Côte d'Azur) en telt 1284 inwoners (2019). De plaats maakt deel uit van het arrondissement Carpentras.

## Geografie
De oppervlakte van Villes-sur-Auzon bedraagt 26,9 km², de bevolkingsdichtheid is 38,3 inwoners per km².
De onderstaande kaart toont de ligging van Villes-sur-Auzon met de belangrijkste infrastructuur en aangrenzende gemeenten.

## Demografie
Onderstaande figuur toont het verloop van het inwonertal (bron: INSEE-tellingen).